# Tradizione, Famiglia e Proprietà
(Plinio Corrêa de Oliveira, Rivoluzione e Contro-Rivoluzione, Luci sull'Est, Roma, 1998, p. 88)
Tradizione, Famiglia e Proprietà (TFP) è una famiglia di associazioni tradizionaliste di ispirazione cattolica, distinte su base nazionale e diffuse soprattutto in America Latina, Stati Uniti, Europa, Australia e Africa del Sud.

## Fondazione
La capostipite brasiliana, denominata Sociedade Brasileira de Defesa da Tradição, Família e Propriedade (TFP), fu fondata nel 1960 dal pensatore e leader cattolico Plinio Corrêa de Oliveira con lo scopo di combattere il comunismo marxista e difendere la proprietà privata, considerata parte del diritto naturale, e la continuità delle istituzioni politiche e familiari tradizionali, nelle quali riteneva che si incarnasse la dottrina sociale della Chiesa cattolica. Ispirate a de Oliveira sono state poi fondate altre TFP e associazioni affini in tutto il mondo.
Dopo la morte del fondatore, nel 1995, il movimento si è in parte sfaldato, dando origine a diversi gruppi. In Italia esiste l'Associazione Tradizione Famiglia Proprietà, con sede a Roma, il cui presidente è Julio Loredo. 

## Pensiero
La visione del mondo delle associazioni è descritta nell'opera programmatica del fondatore, Rivoluzione e Contro-Rivoluzione, pubblicata nel 1959. La tesi sostenuta è che dal XV secolo la cristianità ha subito una drammatica decadenza spirituale (definita genericamente "Rivoluzione") a causa della diffusione dell'egualitarismo sociale e del liberalismo morale, che ha messo fine alla rettitudine che aveva caratterizzato la società medievale. Secondo questa visione, da allora l'ordine sociale è stato minato in particolare da quattro eventi: dapprima il Rinascimento e la "pseudo-riforma protestante", poi l'Illuminismo con la rivoluzione francese, la rivoluzione comunista, e infine la rivoluzione culturale esplosa col maggio 1968.
Pertanto, le molteplici crisi del mondo contemporaneo non sono isolate, ma hanno in comune un'unica radice antropologica: il tentativo "neopagano" di sradicare la Chiesa e la civiltà cristiana mediante un egualitarismo ancora più radicale. Di fronte a questo processo di decadenza che cerca di sradicare qualsiasi influenza dello spirito cattolico nell'uomo e nella società, Plinio Corrêa de Oliveira propone una "Contro-Rivoluzione" basata sulla restaurazione dell'ordine, la "Civiltà cristiana".

## Finalità
Le finalità del movimento sono descritte dallo stesso fondatore, Plinio Corrêa de Oliveira, nel saggio programmatico "La Crociata del secolo XX".
Obiettivo dell'associazione è la restaurazione integrale della civiltà cristiana attraverso il ripristino delle gerarchie sociali, dei titoli aristocratici, lo scioglimento dei partiti socialisti, il rovesciamento dei "bastioni del marxismo" in particolare in America Latina, la censura di libri, film e trasmissioni televisive che attentano ai valori morali dell'Occidente, l'opposizione ad eutanasia, aborto, omosessualità e ricerca genetica sugli embrioni.

## Storia
Gli interventi sulla vita pubblica nazionale e internazionale della TFP brasiliana, nonché delle altre associazioni autonome e consorelle, sono numerosi e consistenti. Eccone alcuni esempi:
Riforma agraria. Parte cospicua dell'azione anticomunista della TFP brasiliana è stata la difesa del principio di proprietà privata, fondato, oltre che nel diritto naturale, in due comandamenti della Legge di Dio, in opposizione al tentativo di imporre il socialismo in Brasile tramite una "riforma agraria" di tipo rivoluzionario. Nel 1960, insieme a due vescovi e a un economista, il prof. Plinio Corrêa de Oliveira pubblica il libro Riforma agraria questione di coscienza. Sarà l'inizio di una lunga serie di interventi pubblici in merito. Sul tema egli ha scritto diversi libri: Dichiarazione di Morro Alto (1964); Sono cattolico, posso essere contro la Riforma agraria? (1981); La proprietà privata e la libera iniziativa nella bufera agro-riformista (1985); In Brasile, la Riforma agraria fonte di miseria per le campagne e le città (1986).
La libertà della Chiesa nello Stato comunista. Trovandosi a Roma per assistere al Concilio Vaticano II, Plinio Corrêa de Oliveira scrive La libertà della Chiesa nello Stato comunista (1963). Tradotta in 10 lingue, l'opera ha avuto ben 79 edizioni. Oltre Cortina di ferro, e concretamente in Polonia, il saggio produce molto impatto, innescando una polemica dottrinale con l'Autore, nella quale intervengono noti esponenti del mondo cattolico polacco, come Tadeusz Mazowiecki, futuro Primo ministro sotto Lech Walesa. La polemica muove Plinio Corrêa de Oliveira a scrivere un nuovo libro Trasbordo ideologico inavvertito e dialogo (1965), anch'esso tradotto in diverse lingue.
Teologia della liberazione. Un punto focale dell'azione della TFP brasiliana nonché delle altre TFP latino-americane, sarà la denuncia dell'infiltrazione sinistrorsa in ambienti cattolici, specie tramite quella teologia della liberazione condannata dal Vaticano nel 1984. Il prof. Plinio Corrêa de Oliveira ha scritto diverse libri in merito: Gruppi occulti tramano la sovversione nella Chiesa (1969); La Chiesa di fronte alla montante minaccia comunista. Appello ai vescovi silenziosi (1976); Tribalismo indigeno: ideale comuno-missionario per il Brasile del secolo XXI? (1977); Incitamento alla guerriglia rivolto dai sandinisti ‘cristiani’ alla sinistra cattolica dell'America Latina (1980); Le CEB... molto se ne parla, nessuno le conosce. La TFP rivela cosa sono (1982). Nel 1968 le TFP di Brasile, Argentina e Uruguay raccolgono oltre due milioni di firme in sostegno di un messaggio a Papa Paolo VI con il quale gli si chiedeva di intervenire contro questa infiltrazione.
Socialismo autogestionario. Nel 1982, l'elezione di François Mitterrand alla presidenza di Francia porta alla ribalta mondiale il "socialismo autogestionario", del quale si era fatto l'alfiere. Corrêa de Oliveira scrive a tale riguardo al manifesto intitolato Il socialismo autogestionario rispetto al comunismo: barriera o testa di ponte? (1981), oggetto di una campagna pubblicitaria delle TFP in 55 Paesi con un totale di 33,5 milioni di copie.
Pro Lituania libera. Nel marzo 1990 vince le elezioni in Lituania la coalizione di centro-destra Sayudis, portando alla presidenza Vytautas Landsbergis. La prima mossa del governo è dichiarare l'indipendenza dall'URSS. Plinio Corrêa de Oliveira decide di lanciare la TFP brasiliana nella campagna "Pro Lituania libera", ricevendo l'adesione calorosa delle varie TFP. In tre mesi si raccolgono 5.212.580 firme. Si tratta della maggiore sottoscrizione politica della storia, stando a quanto attesta il Guinness dei Primati.

## Rapporti con la gerarchia cattolica
Dopo la conclusione del Concilio Vaticano II, le cui deliberazioni in materia liturgica e dottrinaria furono veementemente avversate dal TFP, il movimento prese contatto con l'arcivescovo Marcel Lefebvre (poi fondatore della Fraternità Sacerdotale San Pio X, successivamente sospeso a divinis nel 1976 e scomunicato nel 1988), decidendo tuttavia di non rompere le relazioni con la gerarchia cattolica.
In realtà le TFP sono associazioni civiche e non ecclesiali. Il campo liturgico e teologico resta dunque al di fuori della loro natura. Nessuna TFP ha mai emesso un giudizio in materia liturgica o teologica sul Concilio Vaticano II. La posizione delle TFP in merito è stata ufficialmente enunciata in diverse opere, alle quali i ricercatori possono riferirsi.
L'unica critica al Concilio, contenuta nella Parte III di Rivoluzione e Contro-Rivoluzione,  scritta nel 1977, riguarda la sua scelta pastorale (quindi non liturgica né teologica) di non condanna al comunismo, giudizio esternato allora anche da molti prelati, compresi cardinali di Curia come Antonio Bacci e Silvio Oddi.
Riguardo ai contatti con l'arcivescovo Marcel Lefèbvre, essi si svilupparono durante il Concilio, quando il prelato era Superiore Generale della Congregazione del Santo Spirito. I contatti andarono, però, affievolendosi ed erano del tutto scomparsi già all'epoca in cui egli fu sospeso a divinis (1976) e, a fortiori, all'epoca della sua scomunica (1988). La posizione ufficiale delle TFP nei confronti del caso di mons. Marcel Lefèbvre è espressa in un comunicato del maggio 1988.
Peraltro, i rapporti con alcuni vescovi latinoamericani sono sempre stati problematici. Durante gli anni settanta, nei quali il marxismo prese piede in diversi Paesi latinoamericani, la TFP criticò l'infiltrazione social-comunista nel clero cattolico.
Il 18 aprile 1985, la Conferenza Episcopale Brasiliana dichiarò ufficialmente che per "il carattere esoterico, il fanatismo religioso, il culto nei confronti del capo e fondatore, l'abuso del nome di Maria Santissima" il movimento non era in comunione con la Chiesa; con ciò la Chiesa cattolica brasiliana negava ufficialmente qualunque legame con l'associazione (sebbene non con i suoi membri) ed esortava i fedeli a non iscriversi ad essa né a collaborare.
La Nota della CNBB fu resa pubblica il 19 aprile 1985 con la veste di comunicato stampa e non di decreto ecclesiastico. Il giorno dopo, la TFP brasiliana pubblicò una risposta alla Nota nella quale faceva presente, in modo rispettoso, che per convalidarne il contenuto "è indispensabile specificare fatti ed esibire prove", il che non fu mai fatto. In Brasile, l'episodio fu presto dimenticato.
In seguito, tuttavia, la Chiesa cattolica ha riconosciuto una parte dei gruppi nati dallo sfaldamento del movimento, tanto che nel 1995 quando in Francia una commissione parlamentare di inchiesta ha formalmente incluso la propaggine locale nell'elenco delle sette religiose, il cardinale Jorge Medina Estévez manifestò pubblica solidarietà al presidente di quel movimento.
Il rapporto della Commissione parlamentare di inchiesta (chiamato Rapport Guyard dal nome del suo artefice, il deputato socialista Jacques Guyard), fu impugnato all'epoca da diverse personalità che ne sostengono l'infondatezza.